# Landéda
Landéda is een gemeente in het Franse departement Finistère, in de regio Bretagne. De plaats maakt deel uit van het arrondissement Brest. Landéda telde op 1 januari 2022 3.695 inwoners.

## Geografie
De oppervlakte van Landéda bedroeg op 1 januari 2022 10,98 vierkante kilometer; de bevolkingsdichtheid was toen 336,5 inwoners per km².

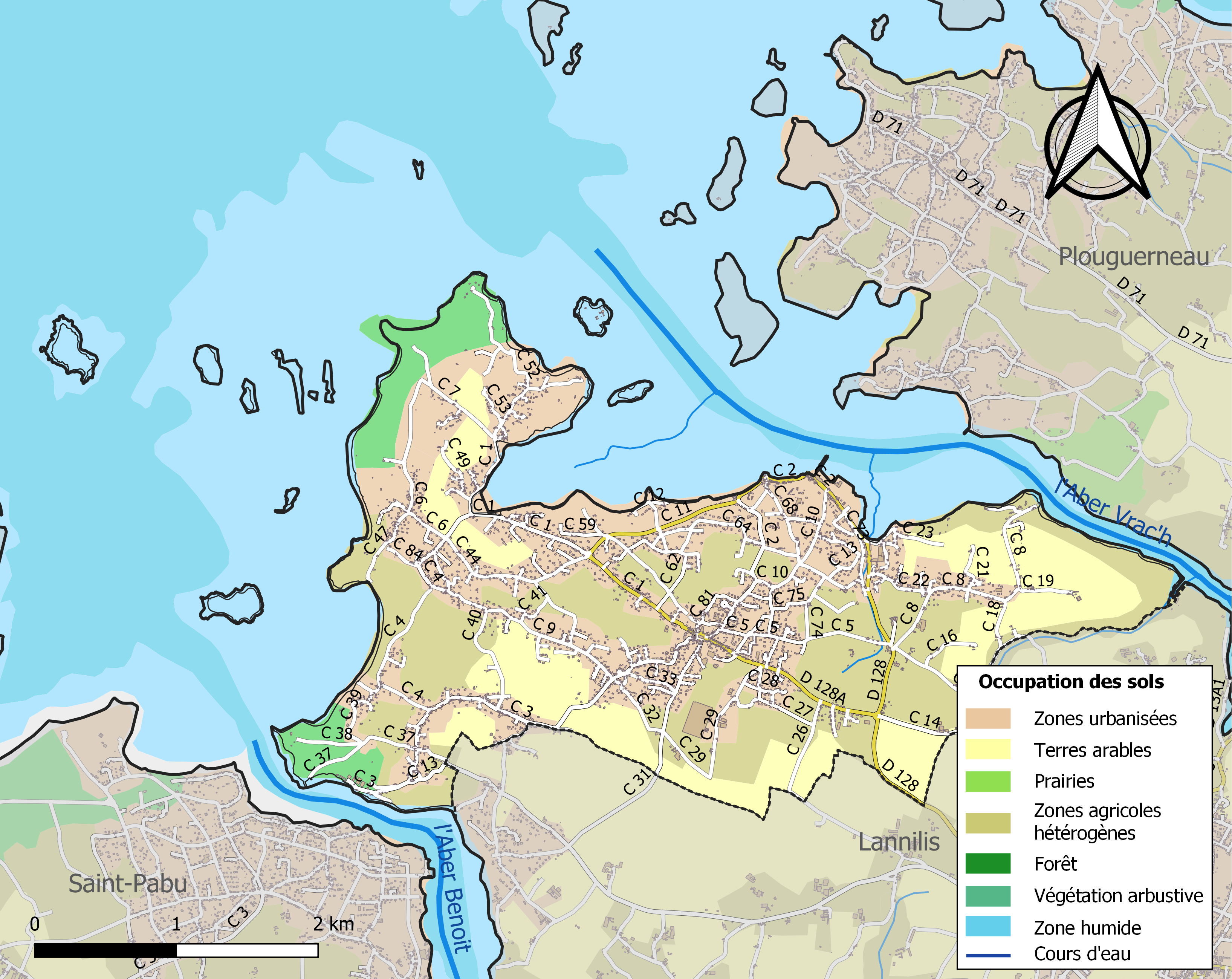
Kaart van de gemeente met belangrijkste infrastructuur, bodemgebruik en omliggende gemeenten

## Demografie
Onderstaande figuur toont het verloop van het inwonertal (bron: INSEE-tellingen).

## Afbeeldingen

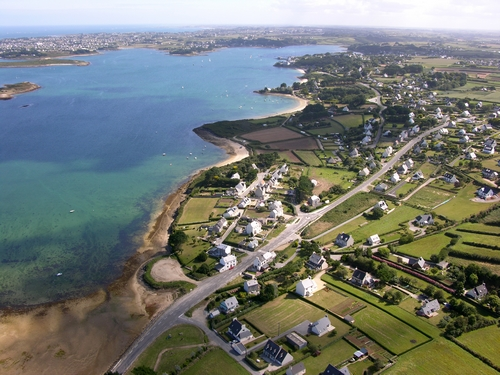
Gezicht op Landéda
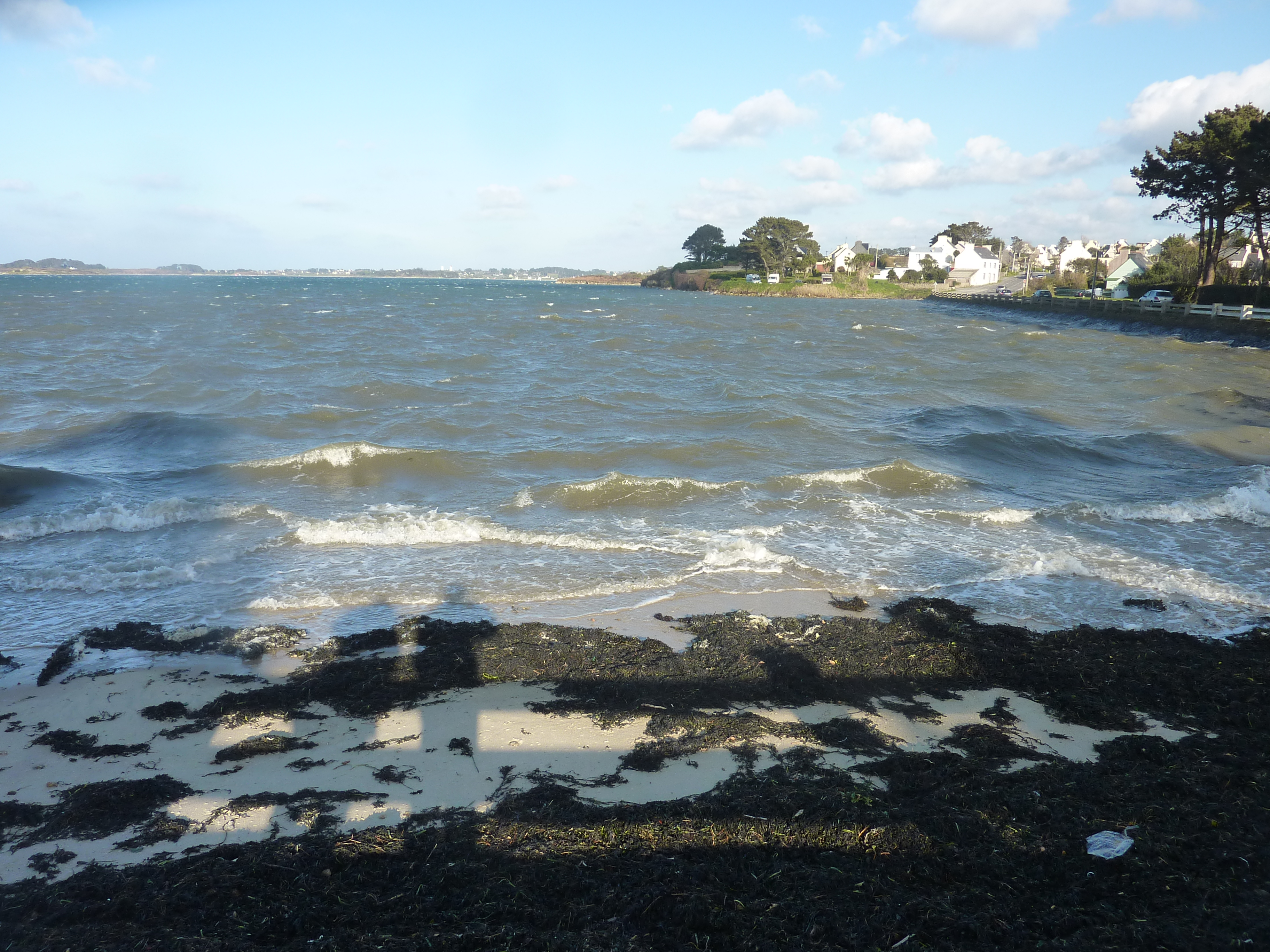
Baie des Anges